# Adamswiller
Adamswiller (deutsch Adamsweiler, alemannisch Àdàmswiller) ist eine französische Gemeinde mit 399 Einwohnern (Stand 1. Januar 2021) im Département Bas-Rhin in der Region Grand Est (bis 2015 Elsass).

## Geografie
Die Gemeinde Adamswiller liegt im Westen des Naturparks Nordvogesen, etwa zwölf Kilometer südöstlich von Sarre-Union.

## Geschichte
Das Dorf wird erstmals als Villa Adimartia im Jahr 777 überliefert. Weitere Schreibweisen waren: Atamano Villa im Jahr 1120 und Adelmanneswilre im Jahr 1201. Adamsweiler gehörte der Abtei St. Denis, dann dem Kloster Marmoutier und schließlich dem Kloster Neubourg.
Die Reformation wurde 1556 eingeführt. Nach den Zerstörungen im Dreißigjährigen Krieg war der Ort für einige Jahre entvölkert.
Von 1871 bis zum Ende des Ersten Weltkrieges gehörte Adamsweiler als Teil des Reichslandes Elsaß-Lothringen zum Deutschen Reich und war dem Kreis Zabern im Bezirk Unterelsaß zugeordnet.
Bis zur Neuordnung der Kantone im Jahr 2015 gehörte die Gemeinde dem inzwischen aufgelösten Kanton Drulingen an. Dann wurde er dem neu geschaffenen Kanton Ingwiller zugeordnet.

### Bevölkerungsentwicklung
| Jahr                       | 1962 | 1968 | 1975 | 1982 | 1990 | 1999 | 2006 | 2019 |
| Einwohner                  | 406  | 427  | 429  | 460  | 469  | 459  | 393  | 390  |
| Quellen: Cassini und INSEE |      |      |      |      |      |      |      |      |

## Wappen
Blasonierung: Ein erniedrigter roter Sparren teilt den Schild in Gold und Silber.

## Siehe auch

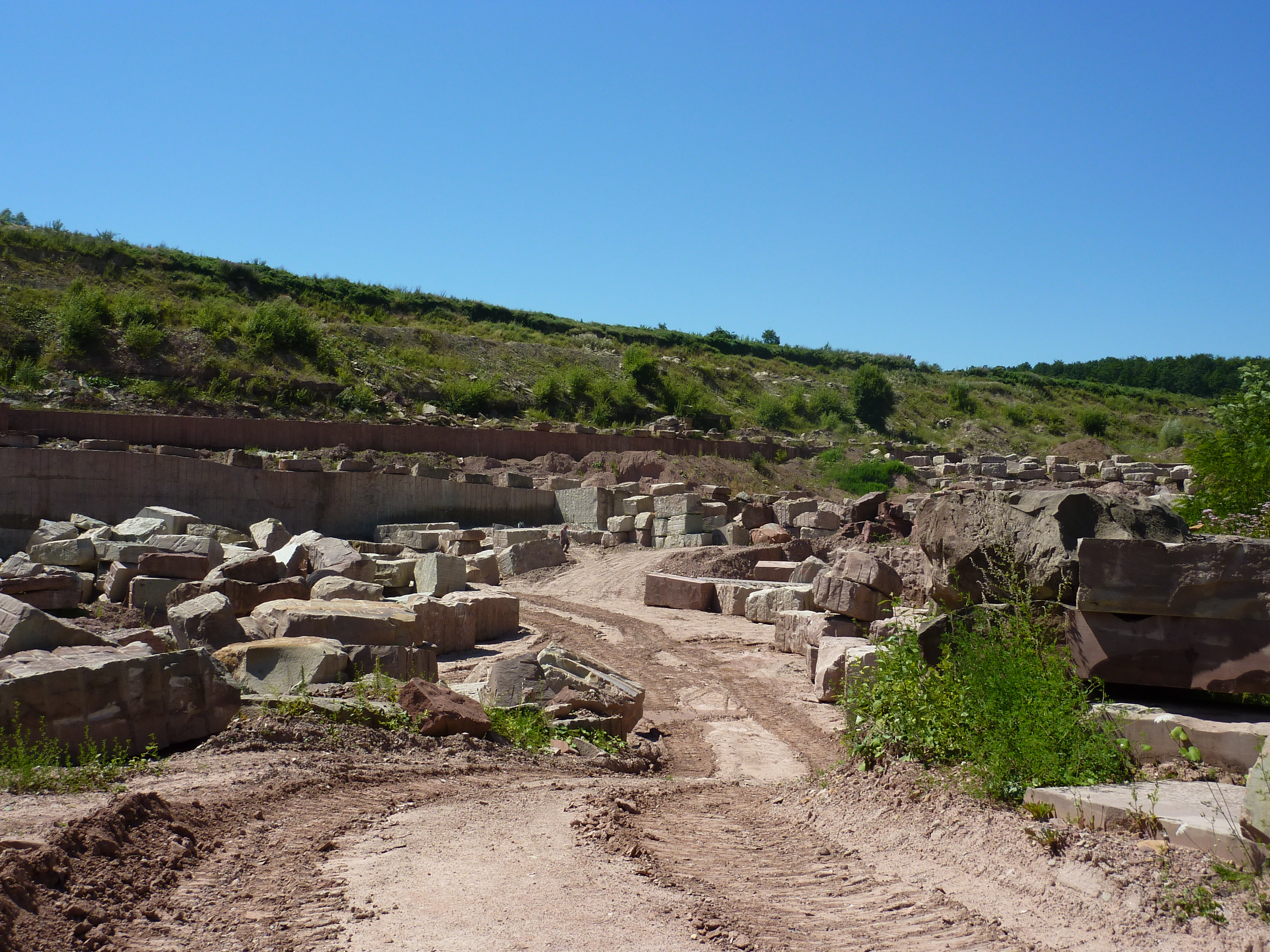
Sandsteinabbau bei Adamswiller